# ۱٬۲-دی‌متیل‌سیکلوپروپان
۱،۲-دی‌متیل‌سیکلوپروپان (به انگلیسی: 1,2-Dimethylcyclopropane) یک ترکیب شیمیایی با شناسه پاب‌کم ۱۰۲۸۳۲ است. 